# Абдулай Сек
Абдулай Сек (на френски: Abdoulaye Seck) е сенегалски футболист, играещ като нападател за израелския Макаби (Хайфа) и националния отбор на Сенегал. Шампион в Купата на африканските нации 2021. Участник в Купата на африканските нации 2023. През 2024 вкарва първия гол за отбора си срещу Гвинея за победата с 2:0.

## Успехи
Антверп (Антверпен)
- Купа на Белгия
  -  Носител (1): 2019/20

 Макаби (Хайфа)
- Израелска висша лига
  -  Шампион (1): 2022/23
- Суперкупа на Израел
  -  Носител (1): 2023

 Сенегал
- Купа на африканските нации
  -  Шампион (1): 2021[3]

Индивидуални
- Гран-офицер на Националният орден на Лъва: 2022